# Xylotrechus janbar
Xylotrechus janbar är en skalbaggsart som beskrevs av Tatsuya Niisato och Ohbayashi N. 2002. Xylotrechus janbar ingår i släktet Xylotrechus och familjen långhorningar. Inga underarter finns listade i Catalogue of Life.